# Torsten Richert
Torsten Richert (* 27. Mai 1965) war Fußballspieler bei der BSG Stahl  Eisenhüttenstadt bzw. dem Nachfolgeverein Eisenhüttenstädter FC Stahl. Dort spielte er von 1989 bis 1991 in der DDR-Oberliga, der höchsten Spielklasse des DDR-Fußball-Verbandes.

## Sportliche Laufbahn
Der 1,83 m große gelernte Elektroniker kam zu Beginn der Saison 1985/86 zum damaligen DDR-Ligisten, der Betriebssportgemeinschaft (BSG) Stahl Eisenhüttenstadt. In der zweitklassigen DDR-Liga bestritt Richert als Stürmer zunächst vier Spielzeiten, in denen er 107 der insgesamt 136 Punktspiele bestritt. Dabei erzielte er 22 Tore, mit zwölf Toren war er in der Saison 1988/89 Torschützenkönig der Eisenhüttenstädter. In dieser Saison stieg Stahl Eisenhüttenstadt überraschend in die Oberliga auf.
Die beiden letzten Spielzeiten der DDR-Oberliga, die 1991 mit der einigungsbedingten Auflösung des DDR-Fußball-Verbandes eingestellt wurde, verliefen für Richert enttäuschend. Unter dem neuen Trainer Günter Reinke wurde er in der Saison 1989/90 zunächst nur als Einwechselspieler eingesetzt und fiel danach verletzungsbedingt lange Zeit aus, sodass er in seiner ersten Oberligaspielzeit nur acht Spiele bestritt. Nachdem sich die Stahl-Mannschaft den Klassenerhalt gesichert hatte, spielte Richert 1990/91 hauptsächlich nur in der Rückrunde und kam auf elf Punktspieleinsätze. 1989/90 erzielte er drei, 1990/91 zwei Punktspieltore. Höhepunkt seiner Eisenhüttenstädter Laufbahn war die Teilnahme am letzten Endspiel um den DDR-Fußballpokal am 2. Juni 1991. Im Spiel gegen den letzten DDR-Meister Hansa Rostock wurde Richert in der 60. Minute eingewechselt, verlor aber schließlich mit seiner Mannschaft, die inzwischen als Eisenhüttenstädter FC Stahl auflief, mit 0:1. Anschließend tauchte er nicht mehr im höherklassigen Fußball auf. In Eisenhüttenstadt hatte er 126 Punktspiele bestritten und dabei 27 Tore erzielt. Darunter waren 19 Oberligaspiele und fünf Tore.